# Heniocs

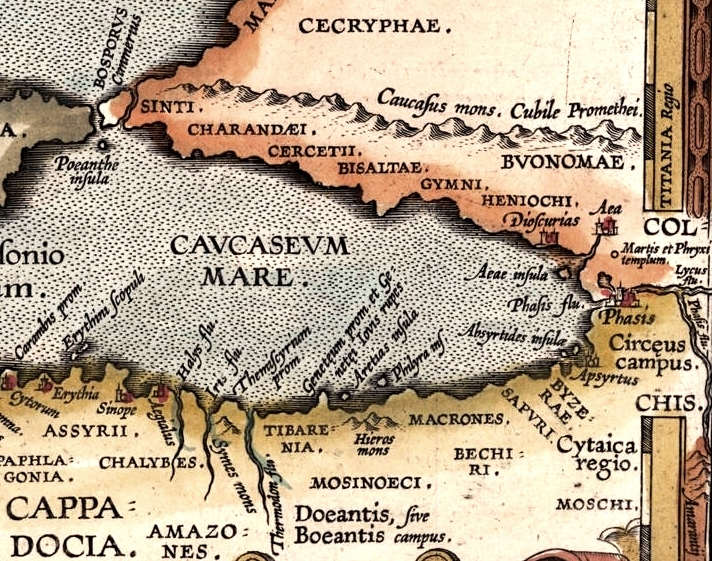
Els Heniocs al mapa del viatge dels Argonautes d'Abraham Ortelius. 1624

Els heniocs o henioques (en llatí Heniochi, en grec antic Ἡνίοχοι) eren un poble de la Còlquida, a l'est del Pont del que ja parla Hel·lànic de Mitilene.
Estrabó els fa descendents dels llegendaris aurigues dels Dioscurs, i els descriu com un poble mariner que practicava la pirateria amb petites barques anomenades pels grecs καμάραι ("kamarai") que portaven de 25 a 30 homes.
A partir dels relats que fan Estrabó, Plini el Vell i Escílax de Carianda que expliquen que Mitridates VI Eupator va fugir del Pont cap al Bòsfor Cimmèric es pot deduir que els heniocs ocupaven la part occidental del Caucas a la vora de l'Euxí, un territori que devia fer uns mil estadis de superfície.